# Astacidae
Astacidae é uma família de crustáceos decápodes de água doce que agrupa lagostins originários da Europa, oeste da Ásia e da costa oeste da América do Norte. A família inclui um conjunto restrito de espécies distribuídas por três géneros.

## Géneros e espécies
A família Astacidae integra 12 espécies repartidas por três géneros: 
- Astacus
  - Astacus astacus —  lagosta-d'água-doce
  - Astacus leptodactylus — lagostim-do-danúbio
  - Astacus pachypus
- Austropotamobius
  - Austropotamobius italicus
  - Austropotamobius pallipes —
  - Austropotamobius torrentium —
- Pacifastacus
  - Pacifastacus chenoderma
  - Pacifastacus connectens
  - Pacifastacus fortis — shasta
  - Pacifastacus gambelii
  - Pacifastacus leniusculus —
  - Pacifastacus nigrescens